# 有村慎之助

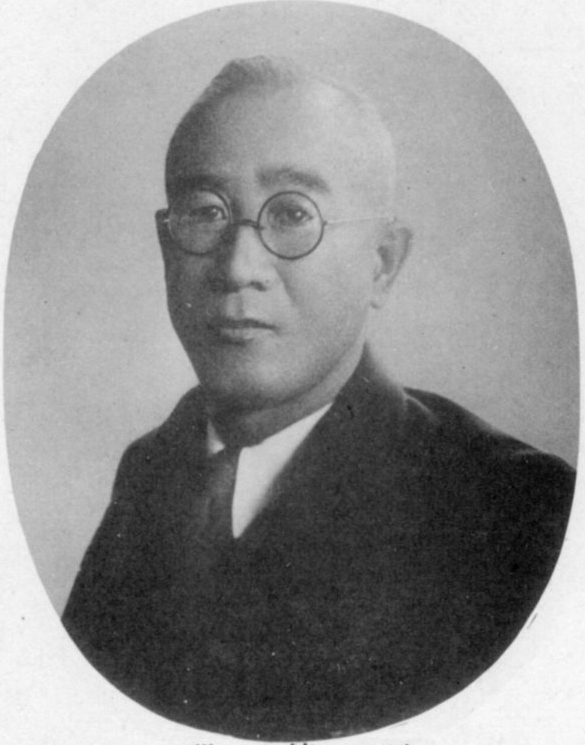
肖像写真

有村 慎之助（ありむら しんのすけ、1885年〈明治18年〉12月 - 1960年以降没）は、明治末期から昭和戦前期にかけて活動した日本の電気技術者、実業家。大同電力取締役兼営業部長・工務部長などを務めた。福井県出身。

## 経歴
有村の経歴は、電気学会・日本電気協会編纂『発展初期の電力技術』（電気学会より1960年刊行）として出版された座談会にある、本人の寄稿に詳しい（同書30-44頁に収録）。以下、特記なき場合記述の出典は同書である。
有村慎之助は、1885年（明治18年）12月、福井県人・有村静江の次男として生まれた。1906年（明治39年）7月金沢の第四高等学校第二部工科を卒業、次いで1909年（明治42年）7月東京帝国大学工科大学電気工学科を卒業した。
大学在学中の実習で、富士水電という静岡県東部の電力会社が行っていた発電所建設工事に関わったことから、富士水電に懇望されて卒業後はそのまま同社に技師として入社した。猪之頭発電所（静岡県・芝川）の工事が終わると技師長古川与四吉が退職したため後任技師長に昇格する。次いで1911年（明治44年）4月、日英水電へ転じて同社技師長に就任した。同社は静岡県西部を供給区域に持つ電力会社で、有村は大井川における小山発電所建設に参加している。日英水電在籍は1917年（大正6年）末までの6年間であった。
日英水電退職後は郷里福井県を事業地とする北陸電化へと転じ技師長に就任した。同社社長は福井県出身の実業家山本条太郎。九頭竜川での発電所建設（西勝原発電所）とそれを電源とするカーバイド・石灰窒素工場の建設を目指し、1917年8月に設立されていた。工事竣工後の1920年（大正9年）1月、北陸電化は前年10月設立の日本水力へと吸収された。日本水力は北陸地方を中心とする電源開発と関西地方への送電・電力供給を目的として起業された電力会社である。合併で日本水力へ転じた有村は常務の近藤茂とともにアメリカ合衆国へ渡り、設備の発注にあたる。5月に近藤が帰国した後も有村は8月までアメリカに残っていたが、その間戦後恐慌で会社の事業中断が決まり有村は発注の取り消しに従事した。
1921年（大正10年）2月、福澤桃介率いる大阪送電・木曽電気興業と日本水力の3社合併により大同電力が発足した。大同電力に転じた有村は企画課長に収まる。次いで1923年（大正12年）に営業課が新設されるとその初代課長に就任し、大阪へと赴任して電力販売に奔走した。1928年（昭和3年）12月、当時の社長増田次郎の推薦で技術課長藤波収ら古参社員と同時に取締役に昇格する。なおこれ以前に傍系会社の役員には就任している（1925年8月大阪電力取締役、1926年12月昭和電力取締役就任）。1931年（昭和6年）6月大同電力の職制変更で4部制が実施されると、有村は取締役兼営業部長に就いた。
1931年12月、大同電力における再度の職制変更で4部制が支配人・技師長制に置き換えられると、藤波が営業担当の支配人に回り、有村は技師長となった。次いで1935年（昭和10年）1月の5部制実施により工務部長に就任し、以後、大同電力の解散まで取締役兼工務部長を務めた。1939年（昭和14年）4月、電力国家管理政策により発足した国策電力会社日本発送電へと全事業を移管して大同電力が解散すると、その清算人に就任、翌1940年（昭和15年）5月の清算結了まで清算処理に従事した。
有村は1929年（昭和4年）12月に福井県今立郡鯖江町（現・鯖江市）の電力会社越前電気でも取締役に就任していたが、『人事興信録』によるとこれも1941年（昭和16年）に退任し、同年時点では役職がなくなった。2年後の1943年時点では、熊谷航空工業取締役を務めるとある。その後の経歴は不明。